# Thomas Flamank

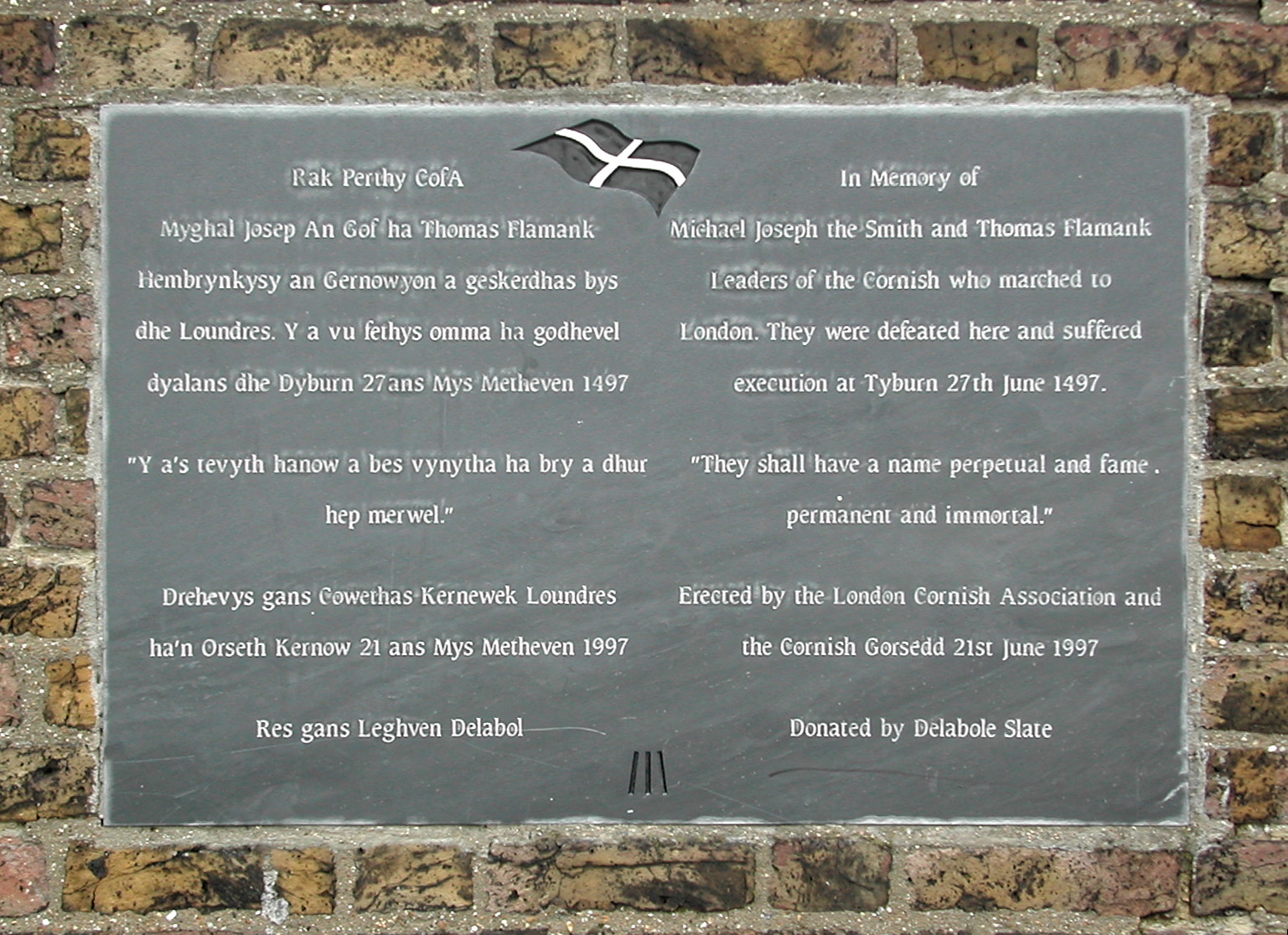
Gedenktafel in kornischer und englischer Sprache für Michael Joseph An Gof und Thomas Flamank, an der Nordseite von Blackheath Common in Südost-London angebracht, in der Nähe des Südeinganges von Greenwich Park

Thomas Flamank († 24. Juni 1497 in Tyburn) war ein Rechtsanwalt aus Cornwall, der zusammen mit Michael An Gof den Kornischen Aufstand von 1497 gegen Steuern anführte.

## Leben
Er war der älteste Sohn von Richard Flamank oder Flammock von Boscarne und Johanna oder Jane, Tochter von Thomas Lucombe aus Bodmin. Die Familie ist in Bodmin alteingesessen.  In früheren Zeiten erschien der Name als Flandrensis, Flemang, Flammank und in anderen Formen.
Thomas Flamank war der Hauptinitiator des Kornischen Aufstandes von 1497. Zu dieser Zeit versuchte Heinrich VII. die Eintreibung einer Abgabe  in Cornwall zur Entsendung einer Armee nach Schottland, um Jakob IV. (James IV.) für die Unterstützung von Perkin Warbeck zu bestrafen. Flamank argumentierte, dass die Verteidigung der Grenze zu Schottland eine Angelegenheit der Barone des Nordens sei und nicht der anderen königlichen Untertanen, und dass die Steuer illegal sei. In Zusammenarbeit mit einem anderen populären Agitator, dem Schmied Michael Joseph An Gof regte er an, dass die Kornier nach London marschieren, dem König eine Eingabe mit ihren Sorgen präsentieren sollten und die Bestrafung von Erzbischof Morton, Sir Reginald Bray und anderen Beratern des Königs, die für seine Aktion verantwortlich gemacht wurden, erzwingen sollten. 
Flamank und Joseph wurden am 24. Juni in Tyburn gehängt, gestreckt und gevierteilt. Ihre Einzelteile wurden in verschiedenen Teilen der Stadt ausgestellt. Die meisten ihrer Gefolgsleute wurden begnadigt.
Flamank war verheiratet mit Elizabeth, der Tochter von John Trelawny aus Menwynick. Sie hatten eine Tochter, Joanna, die Frau von Peter Fauntleroy.
An Gof soll vor seiner Hinrichtung gesagt haben, dass er „einen ewigen Namen und ein permanentes und unsterbliches Schicksal“ haben würde. Thomas Flamank wurde 1497 zitiert mit „Sag die Wahrheit und nur dann kannst Du frei von Ketten sein“. 